# Östra Samar

Östra Samars läge i Filippinerna.

Östra Samar (engelska Eastern Samar) är en provins i Filippinerna. Den är belägen på ön Samar i regionen Östra Visayas och hade 405 114 invånare vid folkräkningen år 2007 på en yta av 4 340 km². Administrativ huvudort är Borongan.

## Administrativ indelning
Provinsen är indelad i 1 stad och 22 kommuner.

### Stad
- City of Borongan

### Kommuner
- Arteche
- Balangiga
- Balangkayan
- Can-avid
- Dolores
- General MacArthur
- Giporlos
- Guiuan
- Hernani
- Jipapad
- Lawaan
- Llorente
- Maslog
- Maydolong
- Mercedes
- Oras
- Quinapondan
- Salcedo
- San Julian
- San Policarpo
- Sulat
- Taft